# メーベルの多忙な一日
『メーベルの多忙な一日』（メーベルのたぼうないちにち、Mabel's Busy Day）は、1914年公開の短編サイレント映画。キーストン社による製作で、監督はメーベル・ノーマンド。1971年に映画研究家ウノ・アスプランドが制定したチャールズ・チャップリンのフィルモグラフィーの整理システムに基づけば、チャップリンの映画出演18作目にあたる。

## あらすじ
メーベルは、自動車レースの会場でホットドッグを売っていたが、商売は芳しくなかった。そこに酔っぱらったチャーリーが入ってメーベルの手伝いをするが、チャーリーは売り子の手伝いをするふりをしてはホットドッグをいくつか失敬し、自分の商品として観客に売って回っていた。やがてメーベルは乱暴な観客や警察と揉め事になり、そこにチャーリーが割って入るが、メーベルに事の次第を看破されてチャーリーは警官に突き出される。

## 概要
『ヴェニスの子供自動車競走』に続くレース場を題材にした作品。もっとも、『ヴェニスの子供自動車競走』では観客席にクルーを入れても観客の誰もがクルーを気にしていないのに対し、この『メーベルの多忙な一日』では観客席とクルーを切り離すための仕切りが設けられている。『ヴェニスの自動車競走』からわずか4か月で、チャップリンは世間が注目するスターになっていた、チャップリンの伝記を著した映画史家のデイヴィッド・ロビンソンはそう指摘する。作品そのものの個性に関してはキーストン映画おなじみの即興ものの色合いが濃く、ノンフィクション作家で映画史家のテッド・オクダは「メーベルの魅力とチャップリンの演技で、なんとか作品の面目が保たれている」と指摘している。
なお、この作品はかつてメーベルとチャップリンの共同監督作品とみられていたが、チャップリン自身が1914年8月に異父兄シドニー・チャップリンにあてた手紙に記された自身のフィルモグラフィーにはこの作品が自身の監督作としては扱われていないことから、メーベルの単独監督作として扱われるようになった。メーベルとチャーリーとコンクリンのシーンに野次馬が入り込んでいるが回りにロープが張られチャップリンの絶大な人気を窺える物になっている。

## キャスト
- メーベル・ノーマンド - メーベル
- チャールズ・チャップリン - 酔った厄介者
- チェスター・コンクリン - 巡査部長
- スリム・サマーヴィル（英語版） - 警官
- ビリー・ベネット（英語版） - 女
- ハリー・マッコイ（英語版） - ホットドッグを盗む男
- ウォレス・マクドナルド（英語版） - 観客
- エドガー・ケネディ（英語版） - ホットドッグを買った客
- アル・セント・ジョン（英語版） - 警官
- チャーリー・チェイス（英語版） - 観客
- マック・セネット - ひいき客
- ヘンリー・レアマン - 観客

ほか